# 2440 Educatio
2440 Educatio (1978 VQ4) là một tiểu hành tinh vành đai chính được phát hiện ngày 7 tháng 11 năm 1978 bởi Helin, E. F. và Bus, S. J. ở Palomar.